# John Courtenay Trewin
John Courtenay Trewin OBE (Plymouth, 4 de dezembro de 1908 — 16 de fevereiro de 1990) foi um jornalista, escritor e crítico literário britânico. Desde 2000, um prêmio é entregue pelo Critic's Circle para a melhor performance shakespeariana do ano: The John and Wendy Trewin Award for Best Shakespearian Performance.